# Cabixi
Cabixi is een gemeente in de Braziliaanse deelstaat Rondônia. De gemeente telt 6.695 inwoners (schatting 2009).

## Aangrenzende gemeenten
De gemeente grenst aan Colorado do Oeste, Pimenteiras do Oeste en Comodoro (MT).

### Landsgrens
En met als landsgrens aan de gemeente San Ignacio de Velasco in de provincie José Miguel de Velasco in het departement Santa Cruz met het buurland Bolivia.